# Westia cyrtozona
Westia cyrtozona är en fjärilsart som beskrevs av Reginald James West 1932.
Westia cyrtozona ingår i släktet Westia och familjen träfjärilar. Inga underarter finns listade i Catalogue of Life.